# Parlamentarisk republik
En parlamentarisk republik er en form for republik, der styres af en regering underlagt et parlamentarisk system, hvilket vil sige, at der ikke er nogen klar magtadskillelse mellem den udøvende og den lovgivende magt. Der findes forskellige varianter af den parlamentariske republik. De fleste har en klar adskillelse mellem statsoverhovedet og regeringschefen, hvor regeringschefen har den reelle magt som i et konstitutionelt monarki. Andre har sammensmeltet de to roller, nogenlunde som i et præsidentielt system.
I det førstnævnte af de ovennævnte tilfælde er arrangementet med den udøvende magt anderledes end i de fleste andre parlamentariske eller semipræsidentielle republikker, som skelner mellem statsoverhovedet (normalt kaldet "præsident") fra regeringschefen (normalt kaldet "premierminister", "kansler" eller lignende), hvor sidstnævnte er underkastet parlamentets tillid og ikke nødvendigvis sidder i en fastlagt periode, mens statsoverhovedet ikke er underlagt en tilsvarende afhængighed af parlamentet; samtidig kan de største magtbeføjelser være tildelt enten den ene eller den anden af disse to roller.

## Liste over nuværende parlamentariske republikker
| Land                | Tidligere styreform                                                                      | Årstal for indførelse af parlamentarisk republik | Statsoverhovedet vælges ved                                            |
| ------------------- | ---------------------------------------------------------------------------------------- | ------------------------------------------------ | ---------------------------------------------------------------------- |
| Albanien            | Etpartistat                                                                              | 1991                                             | Parlamentet, ved flertal                                               |
| Østrig              | Etpartistat                                                                              | 1955                                             | Direkte, to valgrunder                                                 |
| Bangladesh [A]      | Præsidentiel republik (Commonwealth-nation)                                              | 1971                                             | Parlamentet                                                            |
| Botswana            | Britisk protektorat (Protektoratet Bechuanaland)                                         | 1966                                             | Parlamentet                                                            |
| Bosnien-Hercegovina | Etpartistat (Del af Jugoslavien)                                                         | 1991                                             | Direkte, to valgrunder                                                 |
| Bulgarien           | Etpartistat                                                                              | 1989                                             | Direkte, to valgrunder                                                 |
| Kap Verde           | Portugisisk koloni                                                                       | 1975                                             | Direkte                                                                |
| Kroatien            | Semipræsidentiel republik                                                                | 2000                                             | Direkte, to valgrunder                                                 |
| Tjekkiet            | Etpartistat (Del af Tjekkoslovakiet)                                                     | 1993                                             | Parlamentet, ved flertal                                               |
| Dominica            | Britisk oversøisk territorium                                                            | 1978                                             | Parlamentet, ved flertal                                               |
| Østtimor            | Militærjunta (Besat af Indonesien)                                                       | 1999                                             | Direkte, to valgrunder                                                 |
| Estland [B]         | Konstitutionelt monarki (Del of det Russiske Kejserrige)                                 | 1918                                             | Parlamentet, ved to-tredjedele flertal                                 |
| Etiopien            | Etpartistat                                                                              | 1991                                             | Parlamentet, ved to-tredjedele flertal                                 |
| Finland             | Konstitutionelt monarki (Del af det Russiske Kejserrige)                                 | 1919                                             | Direkte, to valgrunder                                                 |
| Tyskland [C]        | Etpartistat                                                                              | 1949                                             | Føderal forsamling (Parlament og statsdelegerede), ved absolut flertal |
| Grækenland          | Militærjunta; konstitutionelt monarki                                                    | 1975                                             | Parlamentet, ved flertal                                               |
| Haiti               | Etpartistat                                                                              | 1860                                             | Parlamentet, ved flertal                                               |
| Ungarn              | Etpartistat                                                                              | 1990                                             | Parlamentet, ved absolut flertal                                       |
| Island              | Tidligere en del af Danmark – konstitutionelt monarki                                    | 1944                                             | Direkte, ved overførbar afstemning                                     |
| Indien              | Konstitutionelt monarki (Commonwealth-land)                                              | 1950                                             | Parlamentet og statslige lovgivere, ved enkelt overførbar afstemning   |
| Irak                | Etpartistat                                                                              | 2005                                             | Parlamentet, ved to-tredjedele flertal                                 |
| Irland              | Konstitutionelt monarki (Commonwealth-land)                                              | 1936 [D]                                         | Direkte, ved enkelt overførbar afstemning                              |
| Israel              | Protektorat (Del af mandatområdet i Palæstina)                                           | 1948                                             | Parlamentet, ved flertal                                               |
| Italien             | Konstitutionelt monarki                                                                  | 1946                                             | Parlamentet, ved flertal                                               |
| Kiribati            | Protektorat                                                                              | 1979                                             | Borgerne                                                               |
| Kirgisistan         | Præsidentiel republik                                                                    | 2010                                             | Parlamentet                                                            |
| Letland [B]         | Konstitutionelt monarki (Del af det Russiske Kejserdømme)                                | 1918                                             | Parlamentet                                                            |
| Libanon             | Protektorat (Det franske mandatområde)                                                   | 1941                                             | Parlamentet                                                            |
| Litauen [B]         | Konstitutionelt monarki (del af det Russiske Kejserdømme)                                | 1918                                             | Direkte, to valgrunder                                                 |
| Makedonien          | Etpartistat (Del af Jugoslavien)                                                         | 1991                                             | Direkte, to valgrunder                                                 |
| Malta               | Konstitutionelt monarki (Commonwealth-land)                                              | 1974                                             | Parlamentet, ved flertal                                               |
| Marshalløerne       | UN Trust Territory (Del af Trust Territory of the Pacific Islands)                       | 1979                                             | Parlamentet                                                            |
| Mauritius           | Konstitutionelt monarki (Commonwealth-land)                                              | 1992                                             | Parlamentet, ved flertal                                               |
| Micronesien         | UN Trust Territory (Del af Trust Territory of the Pacific Islands)                       | 1986                                             | Parlamentet                                                            |
| Mongoliet           | Etpartistat                                                                              | 1949                                             | Direkte                                                                |
| Montenegro          | Etpartistat (Del af Jugoslavien)                                                         | 1992                                             | Direkte, to valgrunder                                                 |
| Nauru               | Australsk formynderskabsområde                                                           | 1968                                             | Parlamentet                                                            |
| Pakistan            | Præsidentielt og semipræsidentielt system og konstitutionelt monarki (Commonwealth-land) | 1956–1958, 1973–1978, 1988–1999, 2010–nu         | Parlamentet og statslovgivere, ved enkelt overførbar afstemning        |
| Polen               | Etpartistat                                                                              | 1990                                             | Direkte, to valgrunder                                                 |
| Portugal            | Etpartistat (overgået fra militærjunta)                                                  | 1976                                             | Direkte, to valgrunder                                                 |
| Samoa               | New Zealand-territorium                                                                  | 2007                                             | Parlamentet                                                            |
| Serbien             | Etpartistat (Del af Jugoslavien)                                                         | 1991                                             | Direkte, to valgrunder                                                 |
| Singapore           | Konstitutionelt monarki (Del af Malaysia)                                                | 1965                                             | Direkte, to valgrunder                                                 |
| Slovakiet           | Etpartistat (Del af Tjekkoslovakiet)                                                     | 1993                                             | Parlamentet (før 1999) Direkte, to valgrunder (efter 1999)             |
| Slovenien           | Etpartistat (Del af Jugoslavien)                                                         | 1991                                             | Direkte, to valgrunder                                                 |
| Sydafrika           | Konstitutionelt monarki (Commonwealth-land)                                              | 1961                                             | Parlamentet, flertal                                                   |
| Surinam             | Etparti-militærdiktatur                                                                  | 1987                                             | Parlamentet, ved to-tredjedele flertal [G]                             |
| Schweiz             | Militærjunta (Besat af Frankrig)                                                         | 1802                                             | Parliamentet [F]                                                       |
| Trinidad og Tobago  | Konstitutionelt monarki (Commonwealth-land)                                              | 1976                                             | Parlamentet                                                            |
| Tyrkiet             | Konstitutionelt monarki (Osmanniske Rige)                                                | 1923                                             | Direkte (efter 2007, tidligere af parlamentet)                         |
| Vanuatu             | Britisk-Fransk kondominat (Ny Hebriderne)                                                | 1980                                             | Parlamentet og regionale rådspræsidenter, ved flertal                  |

- ↑ F. Der er hverken en premierminister eller en præsident i Schweiz. Præsidenten for den Schweiziske Konføderation er blot en  primus inter pares i Forbundsrådet, det syv mand store udøvende råd, der udgør regeringen samt statsoverhovedet i Schweiz.